# Cyamon catalina
Cyamon catalina är en svampdjursart som beskrevs av Thomas Robertson Sim och Bakus 1986. Cyamon catalina ingår i släktet Cyamon och familjen Raspailiidae. Inga underarter finns listade i Catalogue of Life.